# Pseudostenophylax micraulax
Pseudostenophylax micraulax är en nattsländeart som först beskrevs av Mclachlan 1878.  Pseudostenophylax micraulax ingår i släktet Pseudostenophylax och familjen husmasknattsländor. Inga underarter finns listade i Catalogue of Life.